# Bibiana Vaz
Bibiana Vaz de França (c. 1630 – 1694+) va ser una prominent comerciant d'esclaus del segle xvii a Cacheu, Guinea Bissau.
Bibiana Vaz era una lançados o lusoafricana nascuda d'una mare kriston i pare lusoafricà de Cap Verd.
Es va casar amb Ambrosia Gomez, de qui es va dir que en aquell temps era l'home més ric de Guinea.
En 1687 Bibiana Vaz fou arrestada i enviada a São Tiago, on va romandre presonera. Les autoritats portugueses, incapaces de confiscar les seves propietats, li van concedir l'indult a canvi d'una indemnització i de la promesa de la construcció d'un fort a Bolor al riu Cacheu. Mai va construir la fortalesa.